# Bernardo Bitti

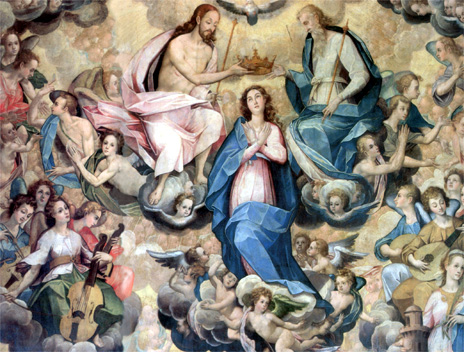
Assunção de Nossa Senhora, (1575-1582), Igreja de São Pedro, Lima.

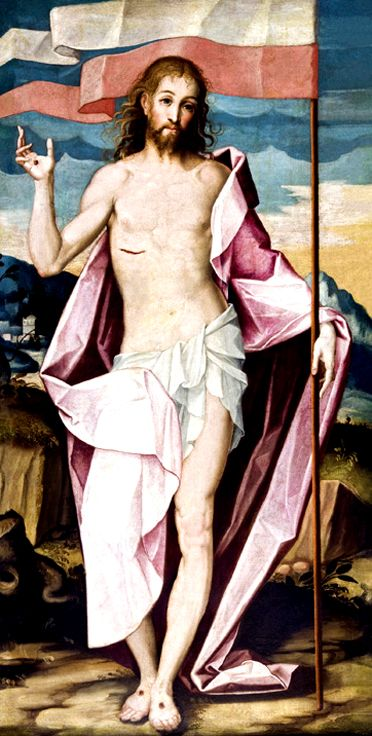
Cristo Ressuscitado (1596-1603), Igreja dos jesuítas, Arequipa.

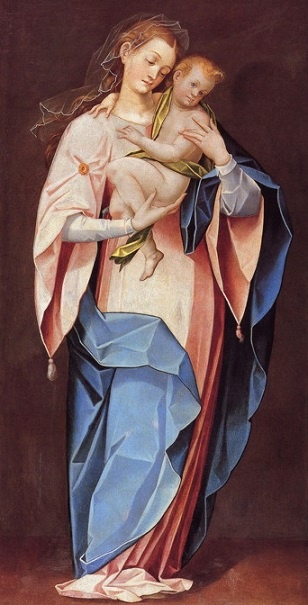
Virgem com o menino (1600-1603), Igreja dos jesuítas, Arequipa.

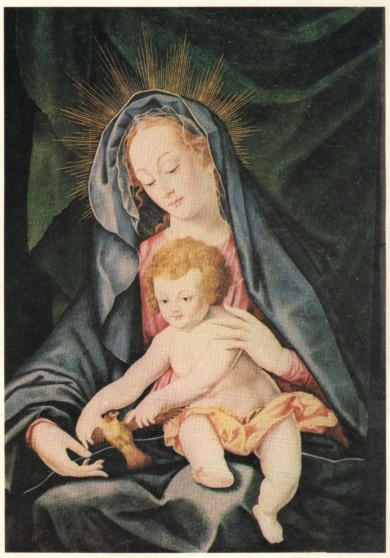
Virgem com o menino brincando com um passarinho (1585), Catedral de Cuzco.

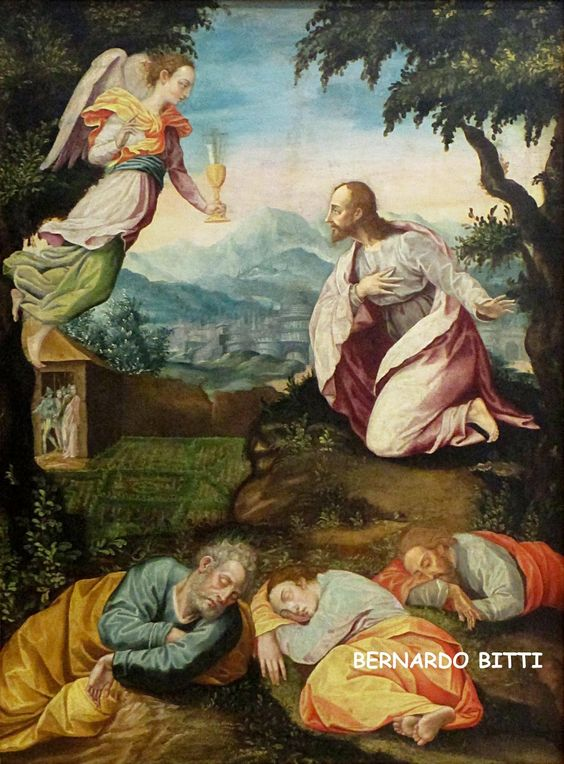
Oração no Horto das Oliveiras

Bernardo Bitti (Camerino, 1548 – Lima, 1610) foi um padre jesuíta, escultor e pintor da Itália, um dos introdutores do Maneirismo no Peru. Foi também um dos expoentes da Escola de Cuzco.

## Biografia
Em 1568, depois de estudar pintura em Roma, ingressou no noviciado da  Companhia de Jesus em Roma.
Segundo registros do noviciado, seu nome de batismo era Demócrito mas, com o início da vida religiosa, adotou o nome de Bernardo.
Chegou em Lima no dia 31 de maio de 1575 e logo começou a pintar painéis e entalhando molduras em igrejas, colégios e residências jesuítas em Lima, Cuzco, Ayacucho, Arequipa, Juli, La Paz, Sucre e Potosi. Dentre suas obras, merecem grande destaque as pinturas da Igreja Jesuítica em Sucre.
Fez diversos trabalhos em colaboração com Pedro de Vargas.
Em 1583 se transferiu para Cuzco, onde permaneceu até 1594 e deu impulso à escola local de pintura. Ali também entalhou o altar-mor da igreja jesuíta e pintou seu painel. Nessa cidade também se dedicou a fazer esculturas e obras em baixo-relevo em maguei .
Voltou à cidade várias vezes, e viajou por ouras partes do Peru, influenciando muitos outros artistas, entre eles Gregorio Gamarra, Lázaro Pardo de Lagos e Diego Cusi Guamán.